# Yassine Fadel
Yassine Fadel né à Agadir (Maroc), est un acteur et réalisateur maroco-belge.

## Biographie
Yassine Fadel est né à Agadir. Il grandit au Maroc jusqu’à l'âge de 13 ans avant de s'installer en Belgique avec sa famille. En 2011, il est la doublure de Jamel Debbouze dans Sur la piste du Marsupilami d'Alain Chabat. Dans la foulée, il est engagé pour jouer Nabil, le petit ami de Liana Liberato, dans le thriller The Expatriate de Philipp Stölzl.
Il interprète plusieurs seconds rôles, notamment dans  le film canadien Diego Star de Frédérick Pelletier, puis en France Les Conquérants avec Mathieu Demy et Denis Podalydès, aux Pays-Bas Kidnapping Mr. Heineken de Daniel Alfredson auprès d'Anthony Hopkins ou en Italie Ustica : The Missing Paper de Renzo Martinelli. En 2016, il décroche le rôle principal dans Isola de Fabianny Deschamps, présenté à la sélection ACID au Festival de Cannes 2016.
Il apparaît dans des courts-métrages dont État d'alerte sa mère de Sébastien Petretti qui lui rapporte de nombreuses récompenses. On le voit aussi dans des épisodes de séries à succès comme The Missing, Meurtres à..., Homeland, The State et dans la web série Le Roi de la vanne de Guillermo Guiz, diffusée sur Canal+.
En 2020, sous la direction de Mitja Okorn et Jan Belcl, il joue dans All My Friends Are Dead, premier film produit par Netflix Pologne.

## Filmographie

### Cinéma
- 2006 : Tempête en haute mer (Windkracht 10: Koksijde Rescue) de Hans Herbots : un membre de l'équipage
- 2010 : Hors-la-loi de Rachid Bouchareb : un ouvrier
- 2012 : Sur la piste du Marsupilami d'Alain Chabat : doublure de Jamel Debbouze
- 2012 : The Expatriate (Erased) de Philipp Stölzl : Nabil
- 2013 : Diego Star de Frédérick Pelletier : Timo
- 2013 : Les Conquérants de Xabi Molia : Morgan
- 2014 : Image d'Adil El Arbi et Bilall Fallah : apparition en photo
- 2015 : Kidnapping Mr. Heineken de Daniel Alfredson : le chauffeur de taxi
- 2015 : Le Chant des hommes de Mary Jiménez et Bénédicte Liénard : le frère de H
- 2016 : Ustica : The Missing Paper de Renzo Martinelli : Fadhal Al Khalil
- 2016 : Isola de Fabianny Deschamps : Hicham
- 2016 : Polina, danser sa vie d'Angelin Preljocaj et Valérie Müller : le jeune homme au bar
- 2017 : La Part sauvage de Guérin Van de Vorst : l'homme Skype
- 2018 : Les Chatouilles d'Andréa Bescond et Éric Métayer : Jean Abdel
- 2021 : Tous mes amis sont morts de Jan Belcl : Jacques

### Courts métrages
- 2012 : La Part sauvage de Guérin van de Vorst : Hassan
- 2016 : État d'alerte sa mère (State of Emergency Motherfucker) de Sébastien Petretti : Mehdi
- 2016 : Le Repas (The Dinner) d'Annick Christiaens : Malik
- 2017 : Firas de René Huwaë et Jawad Maakor : Firas (+ production)

### Réalisation
- 2014 : Déclic (court métrage) + scénario & production

## Télévision

### Téléfilms
- 2016 : Kaaiman d'Oscar Spierenburg : Yassine
- 2018 : De Scardacebende de Elias Mentzel : Mohammed

### Séries
- 2014 : The Missing, 2 épisodes de Tom Shankland : Anouar Charmataines
  - Saison 1, épisode 7 : Return to Eden
  - Saison 1, épisode 8 : Till Death
- 2016 : Meurtres à..., 1 épisode de Marwan Abdallah : Mehdi
  - Saison 4, épisode 1 : Meurtres à Dunkerque
- 2017 : Brussel, 1 épisode d'Arno Dierickx : le marocain
  - Saison 1, épisode 1 : Er Is Hoop
- 2017 : De Bunker, 1 épisode de Mathieu Mortelmans : Ali
  - Saison 2, épisode 8 : Madame Butterfly
- 2017 : Homeland, 1 épisode de Lesli Linka Glatter : un membre du Mossad
  - Saison 6, épisode 3 : The Covenant
- 2017 : The State, 1 épisode de Peter Kosminsky : l'iman syrien
  - Saison 1, épisode 3
- 2018 : The Team : Abdul
  - Saison 2, épisode 4 de Kasper Gaardsøe
  - Saison 2, épisode 5 de Jannik Johansen
  - Saison 2, épisode 6 de Jannik Johansen
  - Saison 2, épisode 8 de Jannik Johansen
- 2018 : Mocro Maffia, 2 épisodes de Bobby Boermans : M6
  - Saison 1, épisode 3
  - Saison 1, épisode 4
- 2018 : Nielegalni, 4 épisodes : Abdul
  - Saison 1, épisode 5 de Leszek Dawid
  - Saison 1, épisode 6 de Jan P. Matuszynski
  - Saison 1, épisode 7 de Jan P. Matuszynski
  - Saison 1, épisode 8 de Jan P. Matuszynski
- 2019 : Into the Night, 2 épisodes de Inti Calfat & Dirk Verheye : Nabil
  - Saison 1, épisode 1
  - Saison 1, épisode 2
- 2021 : Undercover, 1 épisode de Joël Vanhoebrouck
  - Saison 3, épisode 8
- 2023 : A Town Called Malice pour Sky TV : Metin
  - Saison 1, épisode 1 de Jamie Donoughue
  - Saison 1, épisode 2 de Jamie Donoughue
  - Saison 1, épisode 3 de Jamie Donoughue
  - Saison 1, épisode 4 de Joasia Goldyn
  - Saison 1, épisode 5 de Joasia Goldyn
  - Saison 1, épisode 6 de Joasia Goldyn
  - Saison 1, épisode 7 de Sean Spencer
  - Saison 1, épisode 8 de Sean Spencer
- 2023 : FBI: International, 1 épisode de Deborah Kampmeier
  - Saison 2, épisode 14 : He Who Speaks Dies
- 2023 : Trentenaires de Joachim Weissmann	, pour la RTBF : Malik Nasri

### Web séries
- 2016 : Amnésia de Jérôme Fansten : le jeune homme
- 2016 : Le Roi de la vanne de Guillermo Guiz : Marvin

## Théâtre

### Comédien
- 2016 : Un homme libre de Malika Madi, à Molenbeek-Saint-Jean (Belgique)[5]

## Prix
- 2018 : Prix d’interprétation masculine au festival «Le court en dit long» (Belgique)[6], pour État d'alerte sa mère
- 2018 : Meilleur acteur au FESCISA, festival du film indépendant de San Antonio (Equateur)[7], pour État d'alerte sa mère
- 2018 : Meilleur acteur au festival du cinéma et des Arts du Sud (Chili), pour État d'alerte sa mère
- 2021 : Meilleur acteur au festival du film indépendant GOSH, pour Firas[8]